# Корнєєв Костянтин Миколайович
Костянтин Миколайович Корнєєв (рос. Константин Николаевич Корнеев; 5 червня 1984, м. Москва, СРСР) — російський хокеїст, захисник. Виступає за «Ак Барс» (Казань) у Континентальній хокейній лізі. Заслужений майстер спорту Росії (2009). 
Вихованець хокейної школи «Крила Рад» (Москва). Виступав за «Крила Рад» (Москва), «Ак Барс» (Казань), ЦСКА (Москва).
У складі національної збірної Росії учасник зимових Олімпійських ігор 2010, учасник чемпіонатів світу 2007, 2008, 2009, 2010 і 2011. У складі молодіжної збірної Росії учасник чемпіонатів світу 2003 і 2004. У складі юніорської збірної Росії учасник чемпіонату світу 2002.
Досягнення
- Чемпіон світу (2008, 2009), срібний призер (2010), бронзовий призер (2007)
- Чемпіон Росії (2006), бронзовий призер (2004)
- Учасник матчу усіх зірок КХЛ (2009, 2010, 2011).

Нагороди
- Нагороджений медаллю ордена «За заслуги перед Вітчизною» (II ступеня) (2009)[1].